# Arne Granhall
Sven Arne Gustav Granhall, född 4 augusti 1915 i Åseda, Småland, död 10 augusti 2004 i Åseda var en svensk grafiker och skulptör. 
Granhall studerade vid Otte Skölds målarskola och Konstakademien i Stockholm samt under resor i Sydeuropa och Nordafrika. Bland hans offentliga arbeten märks en utsmyckning för Önnestads lantmannaskola. Hans konst består av landskapsmålningar från Europa och Norden, med tonvikten lagd på ekar och vyer från Jämtland. Granhall är representerad vid Nationalmuseum, Kalmar konstmuseum och Växjö museum. Han var gift med Signe Hildegard Granhall.